# Hsu Ming-chun
Dans ce nom chinois, le nom de famille, Hsu, précède le nom personnel Ming-chun.
Pour les articles homonymes, voir Hsu.
Hsu Ming-chun (chinois traditionnel : 許銘春 ; pinyin : Xǔ Míngchūn), née en 1965 à Donggang, est une femme d'État taïwanaise.
Depuis février 2018, elle occupe le poste de ministre du Travail.

## Jeunesse
Née en 1965 à Donggang, Hsu Ming-chun est diplômée en 1987 en faculté de droit (Bachelor of Laws) à l'université nationale de Taïwan, avant de passer son examen du barreau (en) la même année. Elle ouvre trois ans plus tard son cabinet d'avocat, se réinstallant dans le sud du pays.

## Carrière politique
Hsu Ming-chun commence sa carrière politique en 2006, en tant qu'avocate auprès du maire de Kaohsiung. Elle occupe ensuite plusieurs postes au sein du gouvernement de la ville de Kaohsiung, jusqu'à celui d'adjointe au maire à partir d'octobre 2016.
Hsu est nommée en tant que ministre du Travail le 26 février 2018, succédant à Lin Mei-chu (en),. Elle reste à son poste jusqu'à la fin du deuxième mandat présidentiel de Tsai Ing-wen.